# Ultrabornologischer Raum
Ultrabornologische Räume werden im mathematischen Teilgebiet der Funktionalanalysis untersucht. Es handelt sich dabei um bornologische Räume mit einer gewissen zusätzlichen Vollständigkeitseigenschaft. Ihre Bedeutung erhalten diese Räume dadurch, dass sich mit ihnen Verallgemeinerungen zweier zentraler Sätze aus der Theorie der Banachräume beweisen lassen, nämlich des Satzes über die offene Abbildung und des Satzes vom abgeschlossenen Graphen.

## Motivation und Definition
Ist {\displaystyle E} ein lokalkonvexer Raum und {\displaystyle B} eine beschränkte und absolutkonvexe Teilmenge, so ist {\displaystyle \textstyle E_{B}:=\bigcup _{\lambda >0}\lambda \cdot B} ein Vektorraum und das Minkowski-Funktional {\displaystyle p_{B}} von {\displaystyle B\subset E_{B}} macht diesen Vektorraum zu einem normierten Raum.
Ist dieser normierte Raum sogar ein Banachraum, so nennt man {\displaystyle B} eine Banachkugel.
Eine Charakterisierung der bornologischen Räume lautet: Ein lokalkonvexer Raum {\displaystyle E} ist genau dann bornologisch, wenn sich die Stetigkeit einer linearen Abbildung in irgendeinen anderen lokalkonvexen Raum bereits daraus ergibt, dass das Bild jeder beschränkten Menge beschränkt ist. Daher stellt die folgende Definition eine Verschärfung dieser Eigenschaft dar:
Ein lokalkonvexer Raum {\displaystyle E} heißt ultrabornologisch, wenn jede lineare Abbildung von {\displaystyle E} in einen anderen lokalkonvexen Raum bereits dann stetig ist, wenn das Bild jeder Banachkugel beschränkt ist.

## Eigenschaften
- Aus der Definition ergibt sich sofort, wie oben ausgeführt, dass ultrabornologische Räume bornologisch sind.
- Ultrabornologische Räume sind tonneliert, was für bornologische Räume im Allgemeinen falsch ist.
- Ein ultrabornologischer Raum trägt die feinste lokalkonvexe Topologie, für die alle Einbettungen {\displaystyle E_{B}\subset E} stetig sind, wobei {\displaystyle B} alle Banachkugeln durchläuft. In diesem Sinne haben ultrabornologische Räume im Vergleich zu den bornologischen Räumen eine zusätzliche Vollständigkeitseigenschaft.
- Induktive Limiten ultrabornologischer Räume sind wieder ultrabornologisch.

## Beispiele
- Die ultrabornologischen Räume reihen sich wie folgt in andere Klassen von Räumen ein, wodurch gleichzeitig viele Beispiele gegeben sind. Dabei bedeutet Folgenvollständigkeit, dass jede Cauchy-Folge konvergiert.

- Sei {\displaystyle X} ein kompakter Raum und {\displaystyle C(X)} der Vektorraum der stetigen Funktionen {\displaystyle X\rightarrow {\mathbb {C} }} mit der strikten Topologie, d. h. mit der durch die Halbnormen {\displaystyle p_{\phi }(f):=\sup _{x\in X}|f(x)\phi (x)|} gegebenen Topologie, wobei {\displaystyle \phi } die auf {\displaystyle X} definierten beschränkten Funktionen durchläuft. Dann ist dieser Raum ultrabornologisch.

- Der starke Dualraum eines vollständigen Schwartz-Raums ist ultrabornologisch.

## Graphensatz und Offenheit
Allgemeine Versionen des Satzes über die offene Abbildung und des Satzes vom abgeschlossenen Graphen ergeben sich im Zusammenspiel mit Räumen mit Gewebe, Fréchet-Räume sind Beispiele solcher Räume.
Satz über die offene Abbildung: Sei {\displaystyle E} ein Raum mit Gewebe, {\displaystyle F} sei ultrabornologisch und {\displaystyle T:E\rightarrow F} sei linear, stetig und surjektiv. Dann ist {\displaystyle T} offen.
Satz vom abgeschlossenen Graphen: Sei {\displaystyle E} ultrabornologisch, {\displaystyle F} sei ein Raum mit Gewebe, {\displaystyle T:E\rightarrow F} sei ein linearer Operator mit abgeschlossenem Graphen. Dann ist {\displaystyle T} stetig.
Man beachte die wechselnden Rollen der Raumklassen in diesen beiden Sätzen, (LF)-Räume gehören beiden Klassen an.